# Гнивуш, Борис Павлович
Борис Павлович Гнивуш — советский хозяйственный, государственный и политический деятель, Герой Социалистического Труда.

## Биография
Родился в 1919 году в селе Таращанка (ныне — в черте села Искровка, Александрийский район Кировоградской области). Член КПСС.
С 1942 года — на хозяйственной, общественной и политической работе. В 1942—1980 гг. — инженер-технолог капсюльного производства на Чапаевском заводе «Металлист», мастер цеха, начальник мастерской, начальник цеха, начальник производственно-планового отдела завода № 53 Наркомата боеприпасов СССР, директор Шосткинского завода химических реактивов, директор завода № 53 — Шосткинского завода имени 50-летия Великой Октябрьской социалистической революции.
Указом Президиума Верховного Совета СССР от 26 апреля 1971 года присвоено звание Героя Социалистического Труда с вручением ордена Ленина и золотой медали «Серп и Молот».
Умер в Шостке в 2001 году.